# Jerry Mitchell
Jerry Mitchell (Paw Paw, 15 gennaio 1960) è un coreografo e regista teatrale statunitense.

## Biografia
Dopo aver recitato a Broadway nei musical Barnum, The Will Rogers Follies, Brigadoon e On Your Toes, nel 1998 ha fatto il suo debutto come coreografo a Broadway con il musical You're A Good Man, Charlie Brown, a cui seguì un revival di The Rocky Horror Show nel 2000. Nel 2001 ottenne un primo successo con le sue coreografie di The Full Monty, per cui fu candidato al Drama Desk Award e al Tony Award alla miglior coreografia. Il successo fu consacrato nel 2002 con le sue coreografie del musical Hairspray, a cui seguirono apprezzati revival di Gypsy (2003) e La Cage aux Folles, per cui il suo lavoro fu premiato con il Tony Award nel 2005. Dopo aver coreografato la prima di Love Never Dies a Londra nel 2010, nel 2013 Mitchell tornò a Broadway per coreografare e dirigere il musical di Cyndi Lauper Kinky Boots; per il suo duplice ruolo di regista e coreografo, Mitchell fu candidato al Tony Award alla miglior regia di un musical e al Tony Award per la miglior coreografia, vincendo il secondo.
Mitchell è dichiaratamente gay.

## Teatrografia parziale

### Coreografo
- You're A Good Man, Charlie Brown (Broadway, 1999)
- The Rocky Horror Show (Broadway, 2000)
- The Full Monty (Broadway, 2000)
- Hairspray (Broadway, 2002)
- Imaginary Friends (Broadway, 2002)
- Gypsy (Broadway, 2003)
- Never Gonna Dance (Broadway, 2003)
- La Cage aux Folles (Broadway, 2004)
- Dirty Rotten Scoundrels (Broadway, 2005)
- Legally Blonde: The Musical (Broadway, 2007)
- Peepshow (Broadway, 2008)
- Love Never Dies (Londra, 2010)
- Catch Me If You Can (Broadway, 2011)
- Kinky Boots (Broadway, 2013)
- On Your Feet! (Broadway, 2015)
- Pretty Woman: The Musical (Broadway, 2018)
- Devil Wears Prada (Londra, 2024)
- BOOP! The Musical (Broadway, 2025)

## Riconoscimenti
- Tony Award
  - 2001 – Candidatura Miglior coreografia per The Full Monty
  - 2003 – Candidatura Miglior coreografia per Hairspray
  - 2004 – Candidatura Miglior coreografia per Never Gonna Dance
  - 2005 – Miglior coreografia per La Cage aux Folles
  - 2005 – Candidatura Miglior coreografia per Dirty Rotten Scoundrels
  - 2007 – Candidatura Miglior coreografia per Legally Blonde
  - 2013 – Candidatura Miglior regia di un musical per Kinky Boots
  - 2013 – Miglior coreografia per Kinky Boots
  - 2023 – Isabelle Stevenson Award
  - 2025 – Candidatura Miglior coreografia per BOOP! The Musical
- Drama Desk Award
  - 2001 – Candidatura Miglior coreografia per The Full Monty e The Rocky Horror Show
  - 2003 – Candidatura Miglior coreografia per Hairspray
  - 2004 – Candidatura Miglior coreografia per Never Gonna Dance
  - 2005 – Miglior coreografia per La Cage aux Folles
  - 2005 – Candidatura Miglior coreografia per Dirty Rotten Scoundrels
  - 2007 – Candidatura Miglior coreografia per Legally Blonde
  - 2007 – Candidatura Miglior regia di un musical per Legally Blonde
  - 2025 – Candidatura Miglior regia di un musical per BOOP! The Musical
  - 2025 – Miglior coreografia per BOOP! The Musical
- Premio Laurence Olivier
  - 2008 – Candidatura Miglior coreografia per Hairspray
  - 2011 – Candidatura Miglior coreografia per Legally Blonde
  - 2015 – Candidatura Miglior coreografia per Dirty Rotten Scoundrels
  - 2016 – Candidatura Miglior coreografia per Kinky Boots